# Saint Petersburg
Saint Petersburg (укр. Санкт-Петербург) — карткова настільна гра, розробка якої приписується Міхаелю Туммельгоферу, що є псевдонімом для Міхаеля Брюнсмана, Джея Туммелясона та Бернда Бруннхофера. Більшість роботи над дизайном виконав Бруннгофер. Гра була вперше видана у 2004 році компаніями Hans im Glück та Rio Grande Games, і того ж року здобула нагороди Deutscher Spiele Preis та International Gamers Award.
Перше розширення, розроблене Карлом-Гайнцом Шмілем, називається Бенкет і містить 12 нових карток (3 звичайні та 9 спеціальних), яке вперше з'явилося як вкладка в журналі. Друге розширення, створене Томасом Леманном, називається Нове суспільство і містить 36 карток (28 звичайних, 7 замінних і одна карта ролі для п'ятого гравця) та правила для розширення гри до п'яти гравців.
У 2014 році успішна краудфандингова кампанія на німецькому сайті Spieleschmiede призвела до випуску другої редакції Saint Petersburg. Це видання включало нове оформлення карток, ребаланс деяких карток та додаткове розширення Ринок, яке вводило новий механізм підрахунку очок і дозволяло п'ятьом гравцям грати в гру, замінюючи Нове суспільство як рекомендоване розширення для п'яти гравців. Це видання також містило нові картки з обох розширень першої редакції та чотири абсолютно нові модулі розширення.

## Правила гри
Гра триває приблизно вісім раундів, кожен з яких складається з чотирьох фаз. Спершу розігруються зелені карти ремісників. Їхня вартість становить від трьох до восьми рублів, але в кожному раунді вони приносять дохід у три рублі.
Незважаючи на стартовий капітал у 25 рублів, гра починається з браку коштів. Інвестиції в ремісників окупаються лише згодом, а під кінець гри може навіть здатися, що грошей достатньо.
Після ремісників настає фаза синіх карт будівель. Після придбання та викладання на стіл ці карти приносять переможні бали кожного раунду. Дорогі будівлі дають навіть більше балів, тому вигідно збудувати їх на початку — чим довше карта залишається в грі, тим частіше вона приносить бали. Однак, важливо слідкувати за фінансовою спроможністю, щоб не залишитися без коштів.
Після будівель йде фаза червоних карт, що представляють дворян. Вони приносять як гроші, так і, інколи, переможні бали. Головна роль дворян проявляється після завершення гри, оскільки гравець, що має найбільшу кількість різних дворян, отримає додаткові бонусні бали.
У четвертій, «кольоровій» фазі, гравцям доступні карти, що дозволяють підсилити вже викладені карти. Наприклад, за відносно невелику суму можна перетворити лісоруба на столяра.
Важливо завжди планувати на одну фазу вперед. Ігрове поле вміщує вісім карт. У кожній фазі викладається лише стільки нових карт, скільки є вільних місць. Тому гравці повинні заздалегідь вирішувати, скільки місця залишити для нових карт у наступній фазі.